# Sverdlov, Lori
Sverdlov là một đô thị thuộc tỉnh Lori, Armenia. Dân số ước tính năm 2011 là 1072 người.